# 권이담
권이담(한자:權彛淡, 호:弘齊 1929년 10월 15일 ~ 2016년 10월 24일, 전남 장흥)은 목포시장을 2회 역임했으며 목포 홍일중·고등학교 이사장과 전북과학대학의 학장으로 지낸 인물이었다. 1977년부터 목포문화방송의 이사장으로 지내면서 지역발전에 앞장서다 지방자치제 도입과 함께 선거 출마하여 승리를 거뒀으며 목포시의 옛 영화를 찾고자 노력했다.
2000년 시장 당시 신의주로 밀가루 600t을 보냈으며 2001년에는 기아자동차 목포항 수출이 시작됐다. 영산강과 주암댐 등 물문제로 계속된 어려움을 겪었으며 그가 역임하던 시기부터 원도심 경제가 취약해지면서 시민들의 불만 요소가 커지기도 했다. 그러나 2002년 3선 도전을 앞두고 후보 간 다툼이 일어나면서 무소속 출마를 결심했다가 후보지원서 작성 문제로 당과 갈등을 빚었다. 먼저 두 명의 후보가 등록되자 권 시장 측은 공정 경선이 이뤄지지 않을 시  "분담금 1500만원을 돌려달라"는 단서를 지원서 아랫면에 달아 목포지구당의 후보등록 무효처리 결정을 받았다. 후보등록을 물밑에서 제거하려는 시도라는 권 시장 측의 비판과 민주당 간의 갈등이 깊어지면서 법원까지 오른 논쟁은 법원이 2002년 4월 30일 가처분 신청을 기각함에 따라 종결됐다. 이에 5월 1일 기자회견을 열고 권이담 시장 측은 모든 정치활동을 그만 두겠다고 밝히는 한편  민주당 탈당 및 지방선거 출마 포기를 발표했다.
1976년 4월 15일부터 목포 홍일중고등학교의 이사장, 2004년에 전북과학대학 학장으로 취임해 활동하였다.
2004년 3월에 국민훈장 동백장을 수여받았으며,
2016년 10월 24일에 노환으로 인한 지병으로 세상을 떠났다. 향년 87세

## 역대 선거 결과
|  | 55.23% |

|  | 51.94% |